# Oxid chloritý
Oxid chloritý je jedním z pěti oxidů chloru, který je v něm přítomen v oxidačním stavu III. Je to anhydrid kyseliny chlorité a také poměrně silné oxidační činidlo.